# جیل واگنر
جیل واگنر (انگلیسی: Jill Wagner؛ زادهٔ ۱۳ ژانویهٔ ۱۹۷۹) یک هنرپیشه اهل ایالات متحده آمریکا است. وی از سال ۲۰۰۳ میلادی تاکنون مشغول فعالیت بوده‌است.
از فیلم‌ها یا برنامه‌های تلویزیونی که وی در آن نقش داشته‌است می‌توان به تین ولف و مسابقه وایپ اوت و جاده به پالوما اشاره کرد.